# Polnische Meisterschaften im Skispringen 2016/17
Die Polnischen Meisterschaften im Skispringen 2016/17 fanden am 26. Dezember 2016 statt. Während der Wettkampf der Frauen Ende März 2017 in Szczyrk abgesagt werden musste, hielten die Männer ihren Wettbewerb auf der Wielka Krokiew in Zakopane ab. Der Termin am zweiten Weihnachtsfeiertag aufgrund des neuen TV-Vertrages führte dazu, dass 2016 zwei Wintermeister gekürt wurden, da im März bereits ein Meisterschaftsspringen stattfand. Offiziell gilt der Sieger des Wettkampfes als Meister des Jahres 2017. Die Meisterschaften wurden vom polnischen Skiverband PZN organisiert. Wettkampfleiter war Jan Kowal.

## Ergebnisse

### Männer
Der Einzelwettbewerb fand am 26. Dezember 2016 von der Großschanze Wielka Krokiew (K 120 / HS 134) in Wisła statt. Es waren 35 Athleten gemeldet, die alle in die Wertung kamen. Im zweiten Durchgang betrug die durchschnittliche Weite 108,7 Meter, wobei Maciej Kot mit 139 Metern die Höchstweite sowie Paweł Twardosz mit 74 Metern die niedrigste Weite aufstellten. Polnischer Meister wurde Piotr Żyła.
| Platz | Name               | Verein                       | Weite 1 | Weite 2 | Punkte |
| ----- | ------------------ | ---------------------------- | ------- | ------- | ------ |
| 01.   | Piotr Żyła         | WSS Wisła                    | 127,5   | 135,5   | 273,4  |
| 02.   | Dawid Kubacki      | TS Wisła Zakopane            | 124,0   | 138,0   | 270,1  |
| 03.   | Maciej Kot         | AZS Zakopane                 | 120,0   | 139,0   | 264,7  |
| 04.   | Jan Ziobro         | WKS Zakopane                 | 122,5   | 136,0   | 260,8  |
| 05.   | Stefan Hula        | KS Eve-nement Zakopane       | 126,5   | 128,0   | 255,6  |
| 06.   | Klemens Murańka    | TS Wisła Zakopane            | 125,5   | 127,0   | 247,0  |
| 07.   | Przemysław Kantyka | LKS Klimczok Bystra          | 117,5   | 120,0   | 220,5  |
| 08.   | Stanisław Biela    | UKS Sołtysianie Stare Bystre | 116,5   | 120,5   | 216,1  |
| 09.   | Bartłomiej Kłusek  | LKS Klimczok Bystra          | 117,5   | 118,5   | 215,8  |
| 10.   | Krzysztof Leja     | AZS Zakopane                 | 108,5   | 121,0   | 204,6  |
| 11.   | Andrzej Stękała    | AZS Zakopane                 | 115,0   | 111,5   | 196,2  |
| 12.   | Tomasz Pilch       | WSS Wisła                    | 114,0   | 111,0   | 194,0  |
| 13.   | Dawid Jarząbek     | TS Wisła Zakopane            | 114,0   | 109,5   | 189,8  |
| 14.   | Bartosz Czyż       | WSS Wisła                    | 106,5   | 111,5   | 180,9  |
| 15.   | Jakub Kot          | AZS Zakopane                 | 103,5   | 113,0   | 179,2  |

### Frauen
Der Einzelwettbewerb, der am Wochenende des 24. bis 26. März 2017 in Szczyrk stattfinden sollte, wurde wenige Tage zuvor aufgrund schlechter Wetterbedingungen abgesagt.